# Chorzewa
Chorzewa [pronunciación en polaco: /xɔˈʐɛva/] es un pueblo ubicado en el distrito administrativo de Gmina Jędrzejów, dentro del Condado de Jędrzejów, Voivodato de Świętokrzyskie, en el sur de Polonia central. Se encuentra aproximadamente a 8 kilómetros al noroeste de Jędrzejów y a 35 kilómetros al suroeste de la capital regional Kielce.